# Оснач Оксана Василівна
Оснач Оксана Василівна — художник, член Національної Спілки художників України.

## Біографія
Оснач Оксана Василівна народилася у 1965 р. у м. Херсоні. У 1988 році закінчила НТУУ «КПІ» за спеціальністю «інженер електронної техніки». У 2009 році закінчила Херсонський державний університет за спеціальністю «Образотворче мистецтво». 2009—2014 рр. працювала викладачем кафедри образотворчого мистецтва та дизайну ХДУ.
Оксана Оснач активно бере участь в обласних та Всеукраїнських виставках. Художниця надає перевагу техніці олійного живопису, працює у реалістичному напрямку. Яскраві полотна майстрині привертають увагу життєстверджувальною палітрою. Оксана Василівна часто працює на пленерах, завдяки чому у творах відчувається присутність тут і зараз. Прості мотиви природи, зворушливі дворики та вулички, натюрморти просякнуті сонячним світлом, відбивають захоплення Оксани реальним навколишнім світом.

## Творчість
Всеукраїнські виставки:
- жовтень 2009, Всеукраїнська художня виставка, присвячена Дню художника, м. Київ;
- травень 2010, «Мальовнича Україна», м. Житомир;
- жовтень 2010, I Всеукраїнська виставка творів художників-педагогів, м. Одеса;
- травень 2011, «Мальовнича Україна», м. Київ;
- серпень 2011, Всеукраїнська художня виставка, присвячена 20-й річниці Незалежності України, м. Київ;
- жовтень 2011, Всеукраїнська художня виставка, присвячена Дню художника, м. Київ;
- червень 2012, Всеукраїнська виставка «Меморіал Куїнджі», м. Маріуполь,
- червень 2012, Всеукраїнська виставка «Україні і спорт», присвячена «Євро — 2012», м. Київ;
- грудень 2012, Всеукраїнська різдвяна художня виставка, м. Київ;
- травень 2013, Всеукраїнська виставка «Мальовнича Україна», м. Харків;
- червень 2013, V Всеукраїнське трієнале «Живопис-2013», м. Київ;
- листопад 2013, Всеукраїнська художня виставка до дня художника, м. Київ;
- лютий 2014, Всеукраїнська виставка, присвячена 200-річчю від дня народження Т. Г. Шевченка, м. Київ;
- серпень 2014, Всеукраїнська виставка до Дня незалежності України.
- лютий — березень 2015, Виставка «Знайоме до болю», м. Херсон[2][3].

Міжнародні виставки:
- березень 2013, Міжнародна виставка — конкурс сучасного мистецтва, Український тиждень мистецтв;
- квітень 2013, Міжнародна виставка — конкурс в Італії, лауреат І ступеню;
- червень 2013, V Міжнародна виставка сучасного мистецтва, м. Санкт-Петербург, диплом, 3 місце.